# Darren Campbell
Darren Campbell (ur. 12 września 1973 w Manchesterze) – brytyjski lekkoatleta, sprinter, wielokrotny medalista igrzysk olimpijskich i mistrzostw świata.
Największe sukcesy w startach indywidualnych osiągał w biegu na 100 metrów:
- złoto na mistrzostwach Europy juniorów w 1991 w Salonikach
- srebrny medal podczas mistrzostw świata juniorów w 1992 w Seulu
- złoto na mistrzostwach Europy w 1998 w Budapeszcie
- 1. miejsce w Pucharze Europy w 2000 w Gateshead
- 6. lokata podczas letnich igrzysk olimpijskich w 2000 w Sydney
- srebrny medal na mistrzostwach Europy w 2002 w Monachium
- brąz podczas mistrzostw świata w 2003 w Paryżu

Osiągnięcia w biegu na 200 metrów:
- złoto na mistrzostwach Europy juniorów w 1991 w Salonikach
- srebrny medal podczas mistrzostw świata juniorów w 1992 w Seulu
- srebro na letnich igrzyskach olimpijskich w 2000 w Sydney
- brąz podczas Igrzysk Wspólnoty Narodów w 2002 w Manchesterze
- 4. miejsce na mistrzostwach świata w 2003 w Paryżu

Największe sukcesy Campbella związane są jednak z udziałem w sztafecie 4 × 100 metrów:
- złoto na mistrzostwach Europy juniorów w 1991 w Salonikach
- złoty medal podczas mistrzostw świata Juniorów w 1992 w Seulu
- brąz na mistrzostwach świata w 1997 w Atenach
- złoto podczas mistrzostw Europy w 1998 w Budapeszcie
- złoty medal na Igrzyskach Wspólnoty Narodów w 1998 w Kuala Lumpur
- srebrny medal podczas mistrzostw świata w 1991 w Sewilli
- 1. miejsce w Pucharze Europy w 1999 w Paryżu
- 1. miejsce w Pucharze Europy w 2000 w Gateshead
- złoty medal podczas mistrzostw Europy w 2002 w Monachium – odebrany z powodu dopingu Dwaina Chambersa
- złoto na Igrzyskach Wspólnoty Narodów w 2002 w Manchesterze
- złoto podczas mistrzostw świata w 2003 w Paryżu – odebrany z powodu dopingu Dwaina Chambersa
- złoty medal na letnich igrzyskach olimpijskich w 2004 w Atenach
- złoto podczas mistrzostw Europy w 2006 w Göteborgu

Na igrzyskach olimpijskich startował trzykrotnie, oprócz występów w Sydney i Atenach brał udział w igrzyskach w Atlancie, podczas których brytyjska sztafeta 4 × 100 metrów z jego udziałem nie ukończyła występu w fazie eliminacji.

## Rekordy życiowe
- Bieg na 100 metrów – 10,04 s (1998)
- Bieg na 200 metrów – 20,13 s (2000)
- Bieg na 50 metrów (hala) – 5,77 s (1999)
- Bieg na 60 metrów (hala) – 6,59 s (2003)

Wynik uzyskany podczas mistrzostw świata w lekkoatletyce w konkurencji sztafety 4 × 100 metrów (Sewilla 29 sierpnia 1999) – 37,73 s – był do 2017 roku rekordem Europy, sztafeta brytyjska pobiegła w składzie: Jason Gardener, Darren Campbell, Marlon Devonish oraz Dwain Chambers.